# Izsák
Izsák è una città dell'Ungheria situato nella contea di Bács-Kiskun, nell'Ungheria meridionale di 6 004 abitanti (dati 2009). Il territorio comunale comprende parte del parco nazionale Kiskunság e del lago di Kolon.

## Storia
Scavi archeologici hanno rilevato la presenza di popolazioni nomadi dell'età del Ferro. La città è menzionata per la prima volta in un documento ufficiale nel 1055 come villaggio situato nei pressi di un'abbazia. La chiesa è stata costruita nel 1426. Subì la dominazione ottomana fino al 1660. Tra i censimenti effettuati nel XVIII secolo si rileva la presenza di 24 famiglie in quello del 1716 salite a 40 4 anni più tardi. Nel 1784 la popolazione era di 2 475 abitanti.

## Società

### Evoluzione demografica
Secondo i dati del censimento 2001 il 93,9% degli abitanti è di etnia ungherese